# Gastronomía de Schleswig-Holstein

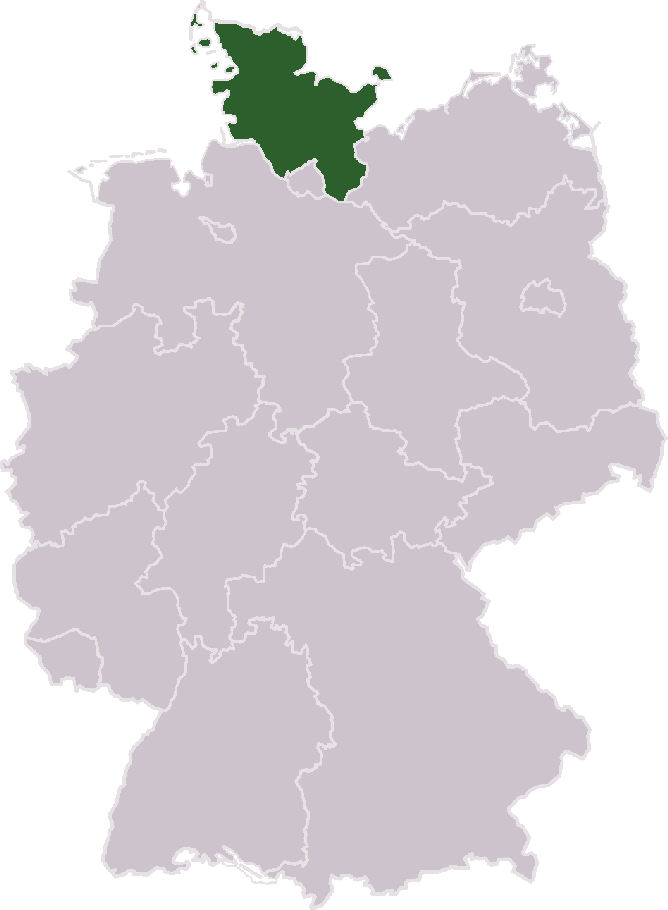
Comarca costera de Schleswig-Holstein.

La Gastronomía de Schleswig-Holstein es el conjunto de tradiciones culinarias y de formas de elaborar los ingredientes del bundesland de Schleswig-Holstein. Es de suponer, debido a la gran cantidad de costa que posee que el pescado sea uno de los ingredientes principales de la dieta de los habitantes de esta zona de Alemania. La cocina de esta zona posee claras influencias de los países extranjeros del norte como son: Suecia y Dinamarca, así como de regiones vecinas dentro del propio territorio de Alemania, como por ejemplo: Baja Sajonia y de Mecklemburgo-Pomerania Occidental.

## Platos conocidos
- Birnen, Bohnen und Speck, plato tradicional del norte de la cocina de Alemania con un claro aroma y sabor propios de la zona.
- El invernal Grünkohl (col verde) elaborado con Kassler (filete de sajonia). Típica comida de Navidades.
- El Kochwurst (salchicha cocida) junto con carne de cerdo, o el danés Rote Grütze (muy sabroso con nata líquida).
- Los platos tradicionales desde el siglo XIX son el: Labskaus, Mehlbüdel, Schnüüsch, Holsteiner Sauerfleisch y Swattsuer, la sopa de mantequilla con Klüten, Sopa de col verde o pudding de pan así como los muy populares en la zona: krabbe.
- Holsteiner Katenschinken
- Es especial Maischollen, arenques o Kieler Sprotte son variedades regionales, como los muy típicos en Nochevieja Karpfen.

## Postres
- Mädchenröte una natilla de color rosa.
- Förtchen
- Berliner Pfannkuchen

## Bebidas
- Köm
- Se suele servir una pequeña cantidad de cerveza con una pequeña porción de Schnaps y se denomina „Lütt un Lütt“ („Klein und Klein“) o lo que es lo mismo "pequeño y pequeño".
- Existen bebidas calientes como el „Tote Tante“ (Tia muerta), así como el Lumumba muy conocido, y el popular Pharisäer. En Angeln se suele beber Angler Muck, una especie de ponche.